# Eleonora Provensálská
Eleonora Provensálská (1223 Aix-en-Provence – 24./25. června 1291 Amesbury) byla anglická královna. Během svého života ovlivňovala politiku manžela i syna, celý život si byla velice blízká se svou sestrou Markétou, francouzskou královnou.

## Život

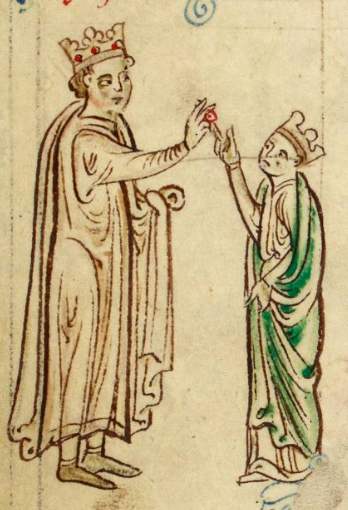
Svatba Eleonory a Jindřicha III. (dobová iluminace)

Eleonora byla jednou ze čtyř dcer provensálského hraběte Ramona Berenguera V. a Beatrix, dcery savojského hraběte Tomáše. Roku 1235 se o její ruku začal ucházet anglický král Jindřich III, jeho zájem byl podnícen sňatkem Eleonořiny starší sestry Markéty s francouzským králem Ludvíkem IX. Svatba se konala 14. ledna 1236 v katedrále v Canterbury.
Jindřich se do své mladičké choti zamiloval, oblíbil si ji natolik, že svým novým příbuzným začal svěřovat vysoké posty u dvora, což zapříčinilo mnohé nesváry s anglickou šlechtou. Od roku 1247 se v ostrovním království začalo díky Jindřichově štědrosti a lásce k rodině dařit i jeho nevlastním bratrům Lusignanům.
Eleonora udržovala vztah s Markétou, sestrám se podařilo zmírnit nepřátelství mezi oběma dvory a jejich manželé se dokonce stali spojenci.
| „ | Protože máme za ženy dvě sestry a naše děti jsou pravými bratranci, je nutné, aby panoval mír. | “ |

Manželství bylo požehnáno mnoha dětmi, z nichž čtyři se dožily dospělosti. Eleonora ovdověla roku 1272 a odešla do klášterního ústraní. Svého chotě přežila téměř o dvacet let, zemřela roku 1291 s pověstí světice v opatství Amesbury a tam byla i pohřbena.